# Filips van Lo
Filips van Lo († voor 1127) was de tweede oudste zoon van Robrecht I de Fries, graaf van Vlaanderen, en Geertruida van Saksen.
Hij verwekte bij een Ieperse wolkaardster een bastaardzoon, genaamd Willem van Ieper. In 1093 droeg hij enkele rechten over aan de Sint-Pietersabdij.
Adela

## Voorouders
| Voorouders van Filips van Lo | Voorouders van Filips van Lo                                                  | Voorouders van Filips van Lo                                                  | Voorouders van Filips van Lo                                                 | Voorouders van Filips van Lo                                                 | Voorouders van Filips van Lo                                                    | Voorouders van Filips van Lo                                                    | Voorouders van Filips van Lo                                                    | Voorouders van Filips van Lo                                                    |
| ---------------------------- | ----------------------------------------------------------------------------- | ----------------------------------------------------------------------------- | ---------------------------------------------------------------------------- | ---------------------------------------------------------------------------- | ------------------------------------------------------------------------------- | ------------------------------------------------------------------------------- | ------------------------------------------------------------------------------- | ------------------------------------------------------------------------------- |
| Overgrootouders              | Boudewijn IV van Vlaanderen (980-1035) ∞ 1012 Otgiva van Luxemburg (986-1030) | Boudewijn IV van Vlaanderen (980-1035) ∞ 1012 Otgiva van Luxemburg (986-1030) | Robert II van Frankrijk (972-1031) ∞ Constance van Arles (986-1034)          | Robert II van Frankrijk (972-1031) ∞ Constance van Arles (986-1034)          | Bernhard I van Saksen (940-1011) ∞ Hildegard van Stade (ca. 965-1011)           | Bernhard I van Saksen (940-1011) ∞ Hildegard van Stade (ca. 965-1011)           | Hendrik van Schweinfurt (950-1117) ∞ Gerberga van Gleiberg (ca. 970-1036)       | Hendrik van Schweinfurt (950-1117) ∞ Gerberga van Gleiberg (ca. 970-1036)       |
| Grootouders                  | Boudewijn V van Vlaanderen (1013-1067) ∞ 1028 Adela van Mesen (1016-1065)     | Boudewijn V van Vlaanderen (1013-1067) ∞ 1028 Adela van Mesen (1016-1065)     | Boudewijn V van Vlaanderen (1013-1067) ∞ 1028 Adela van Mesen (1016-1065)    | Boudewijn V van Vlaanderen (1013-1067) ∞ 1028 Adela van Mesen (1016-1065)    | Bernhard II van Saksen (ca. 990-1059) ∞ 1020 Eilika van Schweinfurt (1005-1059) | Bernhard II van Saksen (ca. 990-1059) ∞ 1020 Eilika van Schweinfurt (1005-1059) | Bernhard II van Saksen (ca. 990-1059) ∞ 1020 Eilika van Schweinfurt (1005-1059) | Bernhard II van Saksen (ca. 990-1059) ∞ 1020 Eilika van Schweinfurt (1005-1059) |
| Ouders                       | Robrecht I de Fries (ca. 1029-1093) ∞ 1063 Geertruida van Saksen (1033-1113)  | Robrecht I de Fries (ca. 1029-1093) ∞ 1063 Geertruida van Saksen (1033-1113)  | Robrecht I de Fries (ca. 1029-1093) ∞ 1063 Geertruida van Saksen (1033-1113) | Robrecht I de Fries (ca. 1029-1093) ∞ 1063 Geertruida van Saksen (1033-1113) | Robrecht I de Fries (ca. 1029-1093) ∞ 1063 Geertruida van Saksen (1033-1113)    | Robrecht I de Fries (ca. 1029-1093) ∞ 1063 Geertruida van Saksen (1033-1113)    | Robrecht I de Fries (ca. 1029-1093) ∞ 1063 Geertruida van Saksen (1033-1113)    | Robrecht I de Fries (ca. 1029-1093) ∞ 1063 Geertruida van Saksen (1033-1113)    |
| Filips van Lo (-)            |                                                                               |                                                                               |                                                                              |                                                                              |                                                                                 |                                                                                 |                                                                                 |                                                                                 |